# Кісточковибивачка

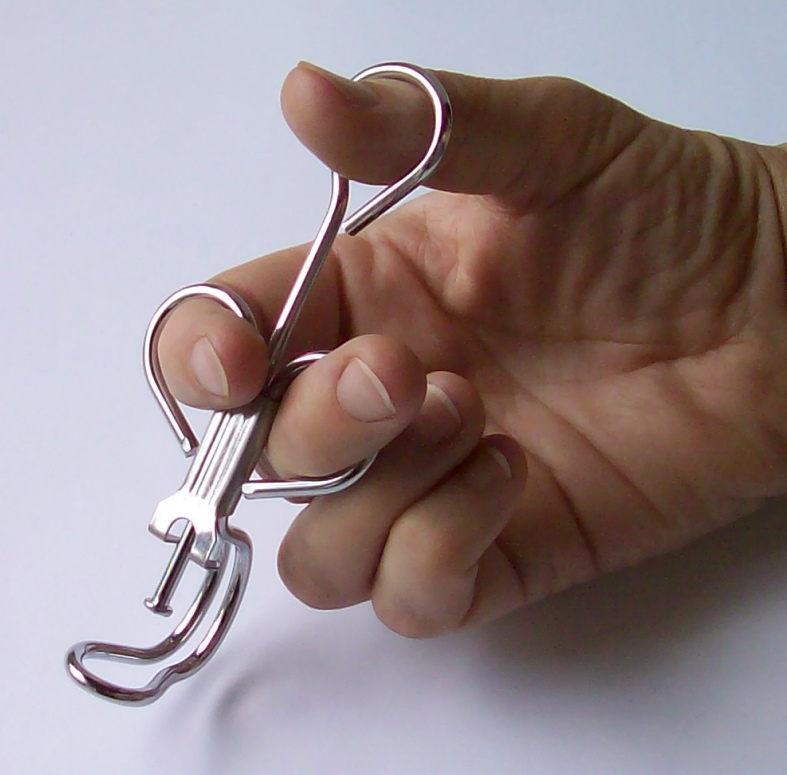
Ручна кісточковибивачка для вишні

Кісточковибивачка, кісточковиштовхувач — пристрій для швидкого видалення кісточок з дрібних плодів: слив, абрикосів і вишень. «Коротка енциклопедія домашнього господарства» 1960 року рекомендує використовувати кісточкові вибивачки замість шпильок, якими часто використовували для приготування фруктових консервів (переважно компотів) та варення.
Кісточковибивачки виготовляють із металу та синтетичних матеріалів. Вони можуть бути ручними та настільними, призначатися для різного розміру плодів. Деякі моделі оснащені окремими ємностями для необроблених плодів, вийнятих кісточок та готової фруктової м'якоті. Принцип дії кісточковибивачок однаковий: плід з кісточкою поміщають в затискач, а кісточка вибивається зверху спеціальним стрижнем. Пристрій для видалення кісточок зі сливи одночасно розрізає готовий плід на чотири частини.
В Іспанії кулінари користуються кісточковибивалками для видалення кісточок з оливок для їх подальшого фаршування.